# Кен Арок
Кен Арок (или Кен Ангрок, др.-яванское, букв. — «ниспровергатель», др. имена — Рангтах Раджаса, Амурвабхуми) (1182, община Пангкур — 1227) — основатель и первый правитель государства Сингасари, средневекового индуистско-буддийского королевства в Восточной Яве, Индонезия. Он считается основателем династии Раджаса, линии монархов государств Сингасари и Маджапахит. Происходит из незнатной семьи, но впоследствии стал самым могущественным правителем Явы. Согласно преданию, его жизнь была полна приключениями, предательствами и трагедиями:185–188

## Предыстория
В начале XIII в. на о. Ява сосуществовали два государства — королевство Сунда на западе и Кедири в центральной и восточной части. При последнем короле династии Кедири — Кертаджайе (1194—1222) государство находилось в глубоком кризисе из-за интенсивного храмового строительства, которое подрывало ресурсы страны. Кроме того, упадок империи Шривиджайи на Суматре привёл к тому, что к концу XII в. центр торговли в регионе переместился в северные порты о. Ява, увеличивая материальные потребности местной знати и, следовательно, налоговые поборы с крестьян и ремесленников. В стране назревал социальный взрыв. Ситуация в Кедири осложнялось ожесточённой борьбой между светскими феодалами и духовенством, причиной которой были огромные богатства, накопленные индуистской и буддийской церквями. По всей видимости, Кертаджайя стремился встать во главе обоих церквей, чтобы завладеть их сокровищами и тем самым укрепить свою слабеющую власть.
В яванской хронике «Параратон» рассказывается о том, что Кертаджайя потребовал от священнослужителей воздать ему божественные почести как Шиве, но те отказались и бежали в Тумапель, где в это время правил Кен Ангрок.

## Ранний период жизни
Источники, повествующие о ранних годах жизни Кен Арока сильно мифологизированы, и отличить реальные факты от мифов зачастую сложно. Основными источниками информации являются историческая поэма Нагаракертагама, датируемая 1365 годом, и яванская хроника Параратон, написанная между 1481 и 1600 гг.
Согласно поэме Нагаракертагама, Кен Арок родился в 1182 г.: т. III, с. 45. Хроника Параратон сообщает, что местом его рождения была деревня Пангкур в области Тумапель к востоку от р. Брантас:12. Его родителями были бедные крестьяне Гаджа Пара и его жена Кен Ндок. Согласно мифологизированной истории, он родился от бога Брахмы, а за благочестие, проявленное Кеном Ароком в предыдущей реинкарнации, в нём воплотились индуистские боги Вишну и Шива.
Можно считать достоверным, что Кен Арок рос сиротой и пас буйволов у богатого крестьянина Лембока. Согласно преданию, хозяин выгнал его за пристрастие к игре в кости, после чего Кен Арок перебрался в деревню Каруман, где знакомится с профессиональным игроком Банго Сампораном, который позже станет его соратником. Однако семья Сампорана не приняла юношу, и он ушёл в деревню Саганггенг, где сдружился с сыном старосты Титой и обучался грамоте у сельского учителя:13.
Грамотному юноше открывалась дорога в священники или чиновники, однако он вместе с Титой и группой сверстников ушёл из деревни и стал грабить купцов на дороге к востоку от Саганггенга. Власти Тумапеля объявили его «врагом общества» и вскоре банда была разгромлена, а Кен Арок стал скитаться по деревням в поисках пристанища. Он устроился учеником ювелира Мпу Палота, однако вскоре вступил в конфликт с местными жителями и убил одного из них. От мести односельчан его якобы спасло вмешательство бога, который объявил его своим сыном. В этом предании предположительно отражены события, связанные с началом народного протеста, который возглавил Кен Арок, объявив себя сыном бога и мессией:13-14.

## На службе в княжестве Тумапел
Возвышение Кен Арока связано в первую очередь с захватом власти в княжестве Тумапел, которое в то время находилось в вассальной зависимости от королевства Кедири. Согласно легенде, Кен Арок встретился с Мпу Лохгаве, индийским мудрецом (риши), который стал настойчиво убеждать его отказаться от своей греховной жизни и начать новую жизнь, провозгласив Кен Арока аватаром Вишну. Усилия мудреца увенчались успехом, и позже ему удалось сделать Кена Арока помощником Тунггул Аметунга, правителя княжества Тумапел.
Однажды Кен Арок случайно увидел Кен Дедес, прекрасную жену Тунггул Аметунга, когда она принимала ванну. Легенда гласит, что когда ветер пошевелил её платье и обнажил ноги, Кен Арок увидел прекрасный сияющий свет. Позже он рассказал об этом своему учителю Мпу Лохгаве, и тот истолковал это как знак, что от Кен Дедес пойдёт королевская династия, и любой мужчина, который возьмёт её в жены, станет королём. Кен Арок, уже увлечённый её красотой, захотел получить её любыми средствами, включая убийство Тунггула Аметунга. К этому времени у Кена Арока уже была жена, женщина из его деревни по имени Кен Уманг, которую он позже оставил беременной.
Летописный рассказ о захвате власти в Тумапеле крайне мифологизирован. Можно предположить, что Кен Арок подогревал сепаратистские настроения Тунггула Аметунга (до середине XII в. Тумапель был независимым княжеством), а князь до определённых пределов смотрел сквозь пальцы на деятельность крестьянских отрядов, которые подрывали силы короля Кедири, однако по мере расширения крестьянского движения неизбежно встал вопрос об устранении Тунггула Аметунга.

### Кинжал Мпу Гандринга
Тунггул Аметунг был очень влиятельным человеком, поэтому, по логике предания, Кен Арок для победы над ним нуждался в исключительно сильном оружии и должен был найти способ остаться безнаказанным. Согласно летописи, он заказал магический кинжал (крис, кинжал с волнистым клинком) у известного кузнеца по имени Мпу Гандринг, однако ковка заняла много времени. Через пять месяцев Кен Арок пришёл к Мпу Гандрингу, чтобы проверить, как продвигается работа. Он увидел, что крис уже обрёл форму и вобрал в себя магическую силу, однако Мпу Гандринг сказал, что нужно ещё несколько месяцев для выполнения ритуалов, чтобы наполнить крис ещё большей силой и гарантировать, что он не превратился в инструмент зла. Услышав это, Кен Арок пришёл в ярость. Зная, что Кен Дедес беременна, он был полон решимости убить Тунггула Аметунга до того, как его жена родит наследника. Кен Арок взял крис и смертельно ранил кузнеца. Перед смертью Мпу Гандринг проклял Кена Арока, предсказав, что он сам и семь поколений его потомков будут убиты этим крисом.
Этот мифологизированный сюжет скорее всего отражает различное отношение руководителей восстания к захвату власти в Тумапеле. Видимо, Мпу Гандринг затягивал выступление, и Кен Арок устранил его, присоединив его отряд к своим силам. Мнение других участников разделились. Брахман Лохгаве был против убийства князя, а Банго Сампаран был активным сторонником его физического устранения.
В дальнейших событиях летопись представляет Кен Арока средоточием коварства и подлости, что вряд ли исторически достоверно. По преданию, он отдал крис Кебо Иджо, другому служителю Тунггула Аметунга, который коллекционировал кинжалы. Как и ожидал Кен Арок, Кебо Иджо хвастался новым крисом перед всеми своими знакомыми. Крис имел уникальный рисунок, по которому его легко было узнать. Однажды ночью Кен Арок выкрал крис у Кебо Хиджо, проник в спальню князя и убил его во сне, оставив крис на месте преступления. По этой улике Кебо Хиджо был схвачен и казнён без суда:16—17.
Традиционной трактовке этих событий противоречит тот факт, что после гибели Кебо Хиджо Кен Арок заботится о его сыне Махиса Ранди и делает его своим соратником.
После убийства князя Кен Ангрок женится на его вдове Кен Дедес, причём родственники убитого не оказывают заметного сопротивления. Такой мирный захват власти простолюдином был возможен только при условии, что за ним стояла внушительная военная сила. Летопись сообщает, что Кен Ангрок призвал в Тумапель родню и сторонников Банго Сампарана, Мпу Палота и Мпу Гандринга, соединив под своим знаменем все повстанческие силы:17.

## Основание королевства Сингасари
После смерти Тунггул Аметунга Кен Арок провозгласил независимость Тумапеля. Дата этого события неизвестна. Деятельность Кен Арока на посту князя Тумапеля до сражения с королём Кертаджайей также не освещается в летописях. Поскольку имена родственников Тунггул Аметунга (кроме Анусапати, которым Кен Дедес была беременна во время убийства мужа), пропадают со страниц летописи, можно предположить, что все они были истреблены. Также, вероятно, были истреблены светские феодалы, заменённые сторонниками Кен Арока, а по отношению к духовенству велась лояльная политика, поскольку духовенство было естественным врагом короля Кертаджайя. Благодаря этому брахманы и буддийские монахи стали переходить на сторону Кен Арока, и на многолюдном собрании буддийского и шиваитского духовенства в 1221 году Кен Арок принял имя Бхатара Гуру (одно из имён Шивы).
В 1222 году войска Кен Арока двинулись на Даху, столицу Кедира. Армией Кертаджайи командовали его брат Махис Валунган и первый министр Губир Балеман. В сражении, состоявшемся к северу от деревни Гантер, кедирская армия потерпела жестокое поражение, оба командующих пали в битве. Столица Кедира была взята без боя, дальнейшая судьба короля неизвестна.
Кен Арок стал правителем Восточной и Центральной Явы:17—18, где основал новое королевство Сингасари.

## Правление
Кен Арок стал королём Сингасари под именем Раджаса Сайг Амурвабхуми и стал основателем династии Раджаса. Столицу государства он перенёс из Дахи в деревню Кутараджа княжества Тумапель (ныне в муниципалитете Маланг), примерно в 50 км к востоку от Кедири. Эта деревня, по всей видимости, была центром крестьянского восстания против Кедири. В 1254 году деревня была переименована в Сингасари, и это название в летописях было перенесено на всё государство:22.
Чтобы узаконить своё правление, Кен Арок провозгласил себя сыном Шивы.
Ключевые посты в государстве захватили руководители восстания, однако Кен Ангрок сохранил жизнь и владения многим прежним феодалам. Князем Дахи в качестве своего вассала он оставил Джайясабху (1222—1258), сына свергнутого короля Кертаджайи:т. IV, 125. Сына Кен Дедес от Тунггул Аметунга он усыновил и воспитал наравне со своими детьми:18. По отношению к духовенству Кен Арок продолжал политику покровительства, не делая различия между шиваитским большинством и буддийским меньшинством и стремясь централизовать оба культа под эгидой короля. Есть основания полагать, что Кен Арок поставил храмовые земли под контроль государства и обложил их рядом налогов.

## Заговор
Политику Кен Арока после воцарения можно назвать половинчатой. Он не сумел удовлетворить ни соратников по крестьянскому движению, ни уцелевших аристократов. Поэтому его правление длилось всего пять лет, и в 45-летнем возрасте он пал жертвой заговора, в котором участвовали остатки древних феодальных родов.
Недовольные политикой Кен Арока составляли две партии. Первых не устраивало заигрывание Кен Арока со старыми аристократами, вторые стремились восстановить правление древних феодальных родов. Вторую партию возглавлял приёмный сын Кен Арока Анусапати, сын Кен Дедес от Тунггул Аметунга, бывший по праву рождения законным преемником тумапельского князя. Однако Анусапати, официально считавшийся сыном Кен Арока, в глазах большинства не был старым феодалом, поэтому он смог привлечь к заговору бывшего соратника Кен Арока, вожака крестьянского отряда из деревни Батил, занимавшего высокий пост при дворе в Кутарадже. Этот человек, имя которого в летописи не указано, скорее всего принадлежал к первой партии недовольных.
Летопись Параратон изобилует подробностями убийства, большинство из которых скорее всего являются литературными домыслами. Согласно летописи, Анусапати только накануне убийства узнал правду о своём происхождении, и это послужило причиной заговора. Он передал кинжал, которым Кен Арок убил его отца, человеку из Батила, и тот заколол короля за обеденным столом. Когда заговорщик вернулся к Анусапати, чтобы сообщить об успехе покушения, тот, в свою очередь, заколол его тем же магическим кинжалом.
Как и рассчитывал Анусапати, его участие в убийстве Кен Арока не получило огласки. Официально было объявлено, что один из придворных убил короля в состоянии невменяемости.
Как сообщает Нагаракертагама, после смерти Кен Арока ему в местности Кагененган были возведены два погребальных храма, один — шиваитский, другой — буддистский. Так было положено начало традиции после смерти обожествлять королей Сингасари и Маджапахит как в образе Шивы, так и в образе Будды.

## Наследники
У Кен Арока было восемь детей. От главной жены Кен Дедес три сына — Махиса Вунга Теленг, Панджи Сапранг, Агнибайя и дочь Деви Римбу. От младшей жены Кен Уманг три сына — Панджи Тохджайя, Панджи Судату, Тухан Врегола и дочь. Однако трон унаследовал Анусапати, который обладал в государстве реальной силой.
Анусапати, в свою очередь, пал жертвой заговора, который возглавил сын Кен Арока Панджи Тохджайя. По преданию, он был убит тем же самым магическим кинжалом, от которого ранее погибли Тунггул Аметунг и Кен Арок.
Кен Арок считается прародителем императоров Маджапахит и правителей Матарама. Кьяи Агенг Пеманахан, основатель Матарама, утверждал, что унаследовал королевскую кровь Маджапахита. Это делает всех последующих царей Матарама потомками Кена Арока, который также считается предком правителей султаната Матарам, основанного в 17 веке. В 1755 году султанат Матарам разделился на две части — султанаты Суракарта и Джокьякарта. Таким образом, Кен Арок и Кен Дедес считаются предками всех яванских монархов.

## Историческая подоплёка
Историческая подоплёка событий жизни Кена Арока не до конца ясна. То, что основателем династии стал простолюдин, можно считать революцией в истории любой страны, тем более на Яве, где аристократические традиции были очень сильны. Поскольку по понятиям того времени немыслимо, чтобы был коронован вождь крестьянского восстания, личность Кена Арока крайне мифологизирована, ему приписывается родство с богами индуистского пантеона.
Очевидно, что в восстании участвовали не только крестьянские массы, но мелкое духовенство и разорившиеся дворяне. Об этом говорит участие в событиях брахмана Лохгаве, благодаря которому Кен Арок попал на службу к князю Тумапеля Тунггул Аметунгу, а также дворян Мпу Палота и Мпу Гандринга («Мпу» — дворянский титул на тогдашней Яве), которые зарабатывали на жизнь ремесленным трудом. По всей видимости, силы восставших состояли из родовых ополчений, среди которых отряд родичей и земляков Кен Арока первоначально ничем не выделялся.

## В популярной культуре
История Кен Арока пользуется неизменной популярностью в Центральной и Восточной Яве. Он был героем нескольких книг, фильмов и традиционного яванского театра кетопрак. Кен Арока помнят не только как хитрого и коварного человека, но и как человека с сильной волей к осуществлению своей мечты.